# منزل تاریخی کاظم خان قوشچی
منزل تاریخی کاظیم خان قوشچی یکی از بناهای تاریخی ارومیه در شهر قوشچی است که متعلق به زمان قاجار می‌باشد

این خانه تا ۱سال پیش بر اثر گذشت زمان دستخوش ویران شده و فقط بخش هایی اندکی از این مجموعه باقی مانده بود.
هم‌اکنون این بنای تاریخی با تأمین اعتبار مورد نیاز توسط میراث فرهنگی در دست بازسازی بوده، و اقداماتی از قبیل ایجاد حصار و دیوار، ایجاد نمای بیرونی با استفاده از مصالح بومی و گچ خاک کردن جداره‌های داخلی و سپس سفیدکاری در حال اجراست.
در عناصر معماری این بنا عمده‌ترین مصالح بکار رفته سنگ لاشه در پی‌ها و خشت خام و چینه گلی در دیوارها است،جداره بیرونی بنا نیز با اندود کاه گل و جداره فضاهای داخلی اتاق‌ها با اندود گچ پوشش داده شده‌است
این بنا به شماره ۳۱۶۶۸ در فهرست آثار ملی به ثبت رسیده و مقدمات مرمت در اواخر سال ۱۳۹۶ مهیا شده‌است.
خانه کاظم خان قوشچی با قدمتی مربوط به اواخر دوره قاجار تنها خانه قدیمی باقیمانده در شمالی‌ترین بخش شهر قوشچی از توابع شهرستان ارومیه است.
در اوایل قرن بیستم بر اثر ضعف دولت قاجار و ورود ارتش روسیه به ایران و اشغال این خطه، کاظم خان به مساعدت و یاری عده‌ای از جوانان روستاهای محال انزل توانست در مقابل اشغالگری روسیه از خود مقاومت نشان دهد و چند آبادی پیرامون «کاظم داشی» را حفظ کند